# The Films
Pour les articles homonymes, voir Films.
The Films est un groupe américain de rock alternatif, originaire de Charleston, en Caroline du Sud, actif entre 2003 et 2010.

## Histoire
Dyruant son existence, le groupe se composait de Michael Trent, Kenneth Harris, Jake Sinclair et Adam Blake. Les membres du groupe se rencontrent au lycée et ont enregistré/produit l'EP Being Bored en 2006. La même année, le groupe sort son premier album Don't Dance Rattlesnake, qui leur vaut de nombreux fans en Allemagne et au Japon,. Leur album suivant, Oh, Scorpio, sort chez Warner en 2009. Ils font une tournée en Allemagne dans le cadre de la tournée Jägermeister Rock Liga en 2009,. Après une autre tournée européenne en 2010, le groupe se sépare, en raison de ce que Trent explique plus tard comme étant le résultat d'un manque d'élan, d'argent et « d'espoir pour le projet ».

## Discographie
- 2006 : Black Shoes (EP, 7Hz Records)
- 2007 : Don't Dance Rattlesnake (album, 7Hz Records)
- 2007 : Belt Loops (EP, 7Hz Records)
- 2009 : Oh, Scorpio (album, Filter U.S. Recordings)